# Andrea Branzi
Andrea Branzi (Florencia, Italia, 30 de noviembre de 1938-9 de octubre de 2023) fue un arquitecto, diseñador y académico italiano. Nació y creció en Florencia, aunque vivió y trabajó en Milán la mayor parte de su carrera. Fue profesor y presidente de la Escuela de Diseño de Interiores del Politécnico de Milán hasta 2009.

## Formación y experiencia
Estudió arquitectura en la Escuela de Arquitectura de Florencia. Obtuvo su título en 1966 y fundó Archizoom Associati con Gilberto Corretti, Paolo Deganello y Massimo Morozzi también en 1966 en Florencia, donde desarrollaron la No-Stop City. En 1976 fundó Studio Alchimia y en la década de 1980 comenzó a asociarse con el Grupo Memphis. Fue director cultural de la Domus Academy, la primera escuela de posgrado de diseño de Italia, durante sus diez primeros años. Sus diseños forman parte de las colecciones permanentes de museos como el Centro Pompidou de París, el Museo Metropolitano de Arte de Nueva York, el Museo de Bellas Artes de Houston, el Museo de Arte Moderno de Nueva York, el Museo de Victoria y Alberto de Londres, el Vitra Design Museum de Weil am Rhein y el Museo de Diseño ADI de Milán.

## Premios y reconocimientos
En 1979, Branzi recibió el prestigioso premio italiano de diseño industrial Compasso d'Oro.
En 2005, recibió su segundo premio Compasso d'Oro.
En 2008 fue nombrado Royal Designer for Industry honorario por la Royal Society of Arts del Reino Unido.
El 15 de octubre de 2018 fue galardonado con el Premio Rolf Schock de la Real Academia Sueca de las Artes.